# Письмо невидимыми чернилами (сёги)
«Письмо невидимыми чернилами» (яп. 炙り出し абуридаси) — жанр японской шахматной композиции цумэ-сёги в котором в результате правильного решения задачи из не имеющего никакого порядка начального расположения фигур, после поставленного мата, получается финальное упорядочивание позиции, в результате которого фигуры на доске могут образовывать какие-то линии, изображения,  орнаменты, простые по начертанию иероглифы и так далее. Родоначальником этого направления в цумэ-сёги является Соэда Содаю, который в середине XVIII века издал сборник из 101 задачи по этому открытому им жанру. Вообще, абуридаси — это метод написания букв или изображений на бумаге с использованием жидкости, которая при высыхании становится бесцветной, а затем нагревание бумаги для того, чтобы вызвать химическую реакцию, например окисление ингредиентов, приводит к тому, что появляется изображение. В Европе это называлось стеганография.
В одной из своих задач, Соэда Содаю открыл ещё более сложный вариант того же направления, когда и в начальной позиции расположение фигур каким-то образом упорядочено, а в процессе решения оно меняется на иную структуру. Два примера из сборника, идущие там под номерами 81 и 82, иллюстрируют и одну идею, и другую. В каждой задаче показана начальная позиция и финальная. В задаче 81 цумэ в 25 ходов, в задаче 82 цумэ в 19 ходов.
Жанр продолжает существовать и сейчас. В следующей современной задаче на цумэ в 7 ходов изображения, которые рисуют фигуры на доске, меняются каждый ход и в результате получается число 89560868.